# ACiLS
Advanced Critical illness Life Support (ACiLS) ist ein viertägiges Ausbildungskonzept, um standardisierte diagnostische und therapeutische Abläufe bei der Versorgung lebensbedroht Erkrankter im nicht-traumatologischen Schockraum auszubilden. Es basiert auf dem Weißbuch Versorgung kritisch kranker, nicht-traumatologischer Patienten im Schockraum, das durch die Deutsche Gesellschaft für interdisziplinäre Notfall- und Akutmedizin (DGINA) erarbeitet und veröffentlicht wurde. Es wurde im Jahr 2022 durch die AG Schockraum der DGINA entwickelt. ACiLS ist ein geschützter Begriff.

## Entwicklung
Der Begriff ACiLS wurde erstmals in einer Publikation von Michael Bernhard im Jahre 2014 erwähnt. Bernhard hat darin erstmalig festgehalten, dass sich die Versorgung (Poly-)Traumatisierter und kritisch kranker, nicht-traumatologischer Patienten signifikant voneinander unterscheiden und die Etablierung eines Konzepts gefordert, um die Versorgung dieser Patientengruppe zu strukturieren, standardisieren und zu vereinheitlichen. Vier Jahre später konnte in der OBSERvE-Studie erstmals nachgewiesen werden, dass bei diesem Patientenklientel im Untersuchungszeitraum mit 34 % eine deutlich höhere 30-Tage-Mortalitätsrate vorlag im Vergleich zu Traumapatienten (dort 10–19 %). Weiterhin gab es noch keine einheitlichen und strukturierten Versorgungsvorgaben. Im selben Jahr wurden durch Michael Bernhard, Bernhard Kumle, Ingmar Gröning, Henning Biermann und Mark Michael die Arbeitsgruppe ACiLS ins Leben gerufen, mit dem Ziel diese Strukturen zu schaffen. Die Arbeitsgruppe wurde im Jahr 2019 der in Bremen gegründeten AG Schockraum der DGINA zugeordnet, die mit weiteren Arbeitsgruppen (z. B. Versorgungsforschung, Weißbuch) das breite Feld der nicht-traumatologisch kritisch kranken Patienten untersucht.
Die in der Folge von Henning Biermann, Ingmar Gröning und Mark Michael geleitete Arbeitsgruppe ACiLS erarbeitete auf Basis des EUSEM Curriculum for Emergency Medicine sowie der Musterweiterbildungsordnung für klinische Akut- und Notfallmedizin die für den Schockraum notwendigen Kenntnisse und Kompetenzen, die im Kurssystem vermittelt werden sollten. Um das signifikant breitere Feld an Ursachen für nicht-traumatologischen Erkrankungen abdecken zu können, wurde ein theoretisches E-Learning und ein praktischer Kurs in Anwesenheit entwickelt, die beide jeweils etwa zwei Tage dauern. Mit dem Inaugurationskurs wurde das System am 18. und 19. Juni 2022 nach vier Jahren Entwicklungsarbeit durch die drei Arbeitsgruppenleiter in Aachen erstmals eingeführt.

## Konzept
Zentrales Kernprinzip des Kurses ist strukturiert zu vermitteln, wie das Schockraumteam vom Leitsymptom des Patienten ausgehend die Hauptprobleme nach ABCDE-Schema benennt und antherapiert, um dann über den Ausschluss von Differentialdiagnosen zu einer Arbeitsdiagnose zu gelangen, um diese zu behandeln. Basierend auf dem von Gröning et al. entwickelten (PR_E-)AUD²IT-Algorithmus sind sowohl die zwölf E-Learning Fälle als auch die 16 Kursszenarien, die im interdisziplinären Team im Kurs abgearbeitet werden, aufgebaut. Dabei tauchen in der Notfallmedizin etablierte Schemata wie ABCDE oder die Kurzanamnese SAMPLER im Rahmen des (PR_E-)AUD²IT-Algorithmus auf. Besonders im Vergleich zu anderen Kursformaten sind die Leitsymptomorientierten Diagnosekarten (LOD) und Taschenkarten, die beim Ausschluss der Differentialdiagnosen und der Suche nach der wahrscheinlichsten Arbeitsdiagnose unterstützen, ein Kernbestandteil des ACiLS-Konzepts.
Der (PR_E-)AUD²IT-Algorithmus umfasst dabei die folgenden Behandlungsschritte:

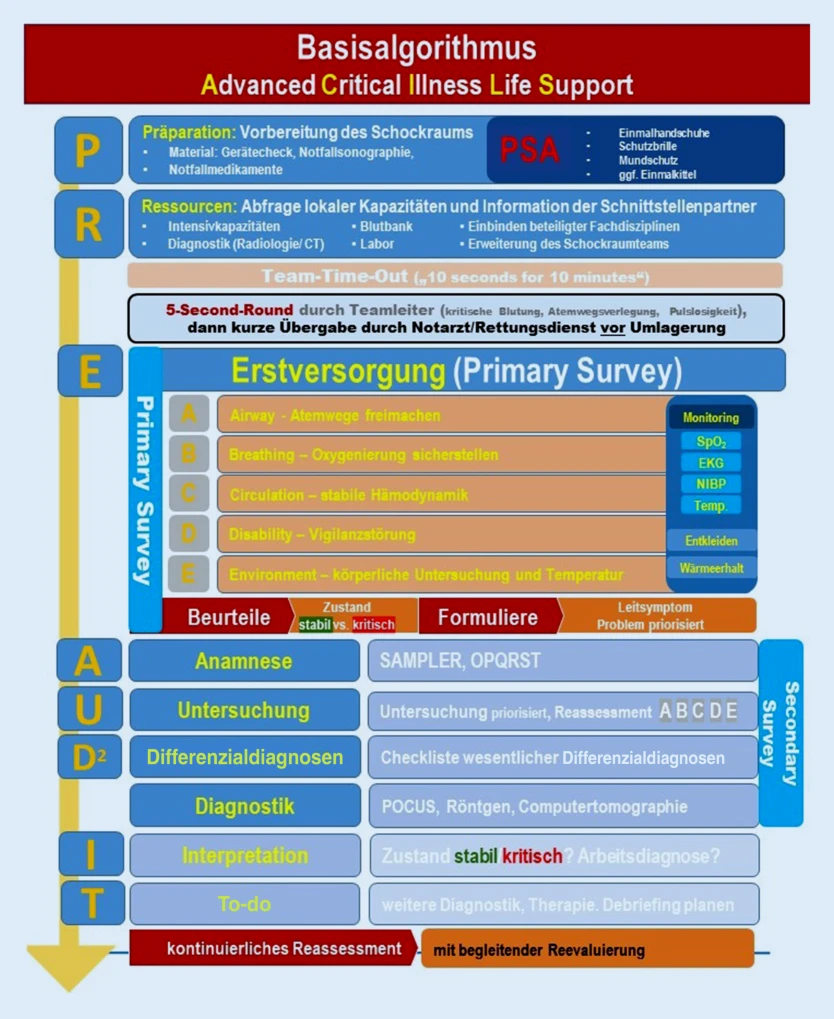
Erste veröffentlichte Version des (PR_E-)AUD²IT Basisalgorithmus des nicht-traumatologischen Schockraums

### Präparation
Vorbereitungsphase. Nach Aktivierung des nicht-traumatologischen Schockraumteams der interdisziplinären Notaufnahme gibt der Teamleiter ein kurzes Briefing, welches Krankheitsbild erwartet und was vorbereitet wird. Die für die Versorgung des Patienten notwendigen Geräte und Medikamente werden getestet und bereitgelegt.

### Ressourcen
Vorbereitungsphase. Im zweiten Schritt werden alle weiteren notwendigen Abteilungen über die Ankunft des Schockraumpatienten informiert. Das kann zum Beispiel die Radiologie für eine mutmaßlich anstehende CT-Untersuchung oder die Intensivstation sein, die den Patienten nach Diagnostik, Therapie und Stabilisierung weiter versorgt. Das Schockraumteam wird eventuell um weitere Teammitglieder anderer Fachabteilungen verstärkt.

### _ Pause und Team-Time-Out I
Abschluss der Vorbereitungsphase und Vorbereitung auf die Versorgungsphase. In einem Team-Time-Out erfolgt ein letztes Briefing und die Rückmeldung des Teams über den Abschluss der Vorbereitungsphase. Die Aufgaben in der Erstversorgung werden verteilt. Mit Eintreffen des Notfallpatienten verschafft sich der Teamleiter in dieser Phase einen Ersteindruck vom Patienten. Er führt also eine Inaugenscheinnahme (in anderen Systemen „5-second-round“ genannt) durch, um sicherzustellen, dass lebensbedrohliche Situationen erfasst werden und der Patient durch die Übergabezeit keinen Schaden nimmt. Dann beginnt die Übergabe durch den Rettungsdienst.

### Erstversorgung
Erfassung der Hauptproblematik und des Leitsymptoms. In dieser (in anderen Systemen als „primary survey“ benannten) Phase werden das Leitsymptom und die Hauptproblematik des Patienten mit dem bewährten <c>ABCDE-Schema erarbeitet und lebensbedrohliche Probleme sofort behandelt:
- c ritical bleeding (sofortiges Stoppen kritischer Blutungen)
- A irway (Sicherung der Atemwege)
- B reathing (Sicherstellung der Beatmung)
- C irculation (Sicherung des Kreislaufs)
- D isability (Erkennen neurologischer Defizite)
- E xposure (Betrachtung von Exposition und Umfeld, Wärmemanagement)

Ziel der Erstversorgung ist es, einen Überblick über die Probleme des Patienten zu gewinnen. Ohne kritische Interventionen – also die Unterbrechung des Algorithmus zur Behandlung eines lebensbedrohlichen Befundes – sollte die Erstversorgung nicht länger als 120 Sekunden dauern.
Die in der Erstversorgung wesentlichen Vitalparameter sind Atemfrequenz, SpO2, etCO2, Blutdruck, Puls, Blutzucker, Summenscore auf der Glasgow Coma Scale (GCS) und die Körpertemperatur. Diese werden parallel zur Patientenuntersuchung durch die Pflegekräfte im Schockraum erhoben.
Zum Abschluss dieser Phase werden in einem weiteren Team-Time-Out das führende Leitsymptom und die Probleme des Patienten benannt sowie die nächste Phase geplant.

### - Team-Time-Out II
Im 2. Team-Time-Out werden die erhobenen Vitalparameter im Team genannt. Weiter Auffälligkeiten, die den Teammitgliedern aufgefallen sind, werden abgefragt. Auf Basis dieser Informationen und der durchgeführten Untersuchung/Maßnahmen der Erstversorgung stuft der Teamleiter den Patienten als "kritisch" oder "stabil" ein, priorisiert die Hauptprobleme des Patienten (also z. B.: BC-ADE) und benennt in der Regel eines der fünf Leitsymptome (Dyspnoe, Schock, Thoraxschmerz, Akutes Abdomen, Vigilanzminderung). In Ausnahmefällen können zwei Leitsymptome benannt werden.

### Anamnese
Die Anamneseerhebung erfolgt mit dem „SAMPLER“-Schema, was durch „OPQRST“ ergänzt werden kann. Gerade bei kritisch kranken nicht-traumatologischen Patienten, die noch ansprechbar sind, ist die Anamneseerhebung enorm wichtig.

### Untersuchung
Die körperliche Untersuchung wird in diesem Schritt erneut durchgeführt und intensiviert. Die Reihenfolge ergibt sich aus den zuvor nach der Erstversorgung priorisierten Problemen.

ACiLS Taschenkartenset

### Differentialdiagnosen und Diagnostik
Basierend auf den bisherigen Untersuchungen werden an dieser Stelle die Differentialdiagnosen formuliert und mittels Diagnostik ausgeschlossen. Um keine wesentlichen Diagnosen zu übersehen, arbeitet das ACiLS-Kurskonzept an dieser Stelle mit Leitsymptomorientierten Diagnosekarten, auf denen die zum Leitsymptom passenden wesentlichen Diagnosen stichpunktartig gelistet sind und mittels entsprechender Diagnostik ausgeschlossen werden können.

### Interpretation (Team-Time-Out III)
An dieser Stelle wird in einer letzten strukturierten Unterbrechung, dem Team-Time-Out III, das Mosaik der erhobenen Befunde zusammengesetzt. Der Teamleiter klassifiziert den Patienten erneut als "kritisch" oder nun "stabil" und formuliert eine Arbeitsdiagnose. Anschließend werden die weiteren Maßnahmen für den letzten Schritt geplant.

### To do
Nach Stellung der Arbeitsdiagnose erfolgt die spezifische Therapie nach den Leitlinien der Fachgesellschaften und nach lokalen Protokollen. Die geplanten Maßnahmen werden durchgeführt und nach Abschluss des nicht-traumatologischen Schockraums ein Debriefing angesetzt.

## Ausbildung und Zertifizierung
Die Ausbildung von ACiLS findet ausschließlich in den vom ACiLS-Kurskomitee zertifizierten Kurszentren statt. Das Ausbilder zu Trainee-Verhältnis ist dabei mindestens 1:3. Nach den zwölf circa 60-minütigen theoretischen E-Learning-Einheiten, die innerhalb von sechs Wochen bearbeitet werden und mit theoretischer Prüfung abgeschlossen werden, folgt der zweitägige Präsenzkurs, der ebenfalls von einer Prüfung beendet wird. Erst dann kann das ACiLS-Zertifikat erworben werden, das eine Gültigkeit von fünf Jahren hat.

## Rezeption
Die Entwickler des Kurses Mark Michael, Henning Biermann und Ingmar Gröning haben ihr Konzept 2022 in Frontiers in Medicine veröffentlicht und damit über die Grenzen Deutschlands hinaus das Kurssystem beschreiben können. Der Inaugurationskurs und damit der Start des ACiLS-Kurssystems hat ein großes Medienecho in der Szene der Notfallmedizin und Notfallpflege hinterlassen.